# اسرار ادوین درود (فیلم ۱۹۹۳)
اسرار ادوین درود (انگلیسی: The Mystery of Edwin Drood) یک فیلم است که در سال ۱۹۹۳ منتشر شد. از بازیگران آن می‌توان به رابرت پاول، فردی جونز، نانته نیومن و جیمز باربر اشاره کرد.